# 윈도우 인스톨러
윈도우 인스톨러(영어: Windows Installer, 코드네임: 다윈)는 현대의 마이크로소프트 윈도우의 소프트웨어 설치, 유지, 제거를 위한 엔진이다. 이전에는 마이크로소프트 인스톨러라고 불렀다. 설치 정보는 설치 꾸러미 안에 저장되며 기본 파일 확장자 MSI 파일로도 알려져 있다.
마이크로소프트는 서드 파티 제품들이 윈도 인스톨러를 기본 설치 프레임워크로 사용을 돕고 있다. 롤백(되돌리기)과 버저닝 (DLL 지옥을 참조)과 같은 중요한 기능은 실제 동작을 위한 일정한 내부 데이터베이스에 따라 달라질 수 있다.

## 버전
| 버전 | 기본 내장                                                            | 재배포                                                                         |
| ---- | -------------------------------------------------------------------- | ------------------------------------------------------------------------------ |
| 1.0  | 오피스 2000                                                          | -                                                                              |
| 1.1  | 윈도우 2000                                                          | 윈도우 95/98/NT 4.0 SP6                                                        |
| 1.2  | 윈도우 미                                                            | -                                                                              |
| 2.0  | 윈도우 XP RTM/SP1, 윈도우 2000 SP3, 윈도우 서버 2003                 | 윈도우 95/98/Me/NT 4.0 SP6/2000 SP3 이하                                       |
| 3.0  | 윈도우 XP SP2                                                        | 윈도우 2000 SP3/SP4, 윈도우 XP RTM/SP1, 윈도우 서버 2003                       |
| 3.1  | 윈도우 서버 2003 SP1, 윈도우 XP 프로페셔널 x64 에디션, 윈도우 XP SP3 | 윈도우 2000 SP3/SP4, 윈도우 XP RTM/SP1/SP2, 윈도우 서버 2003                   |
| 4.0  | 윈도우 비스타, 윈도우 서버 2008                                      | -                                                                              |
| 4.5  | 기타                                                                 | 윈도우 비스타, 윈도우 서버 2008, 윈도우 XP SP2 이상, 윈도우 서버 2003 SP1 이상 |
| 5.0  | 윈도우 7 RTM 윈도우 서버 2008 R2 RTM                                 |                                                                                |

## 같이 보기
- WiX
- 설치 (컴퓨터 프로그램)
- 인스톨실드
- 널소프트 설치 시스템